# La Ferté
Pour les articles homonymes, voir La Ferté (homonymie).
Cet article possède un paronyme, voir Lafferty.
La Ferté est une commune française située dans le département du Jura, dans la région culturelle et historique de Franche-Comté et la région administrative Bourgogne-Franche-Comté.

## Géographie

### Climat
Pour des articles plus généraux, voir Climat de la Bourgogne-Franche-Comté et Climat du département du Jura.
En 2010, le climat de la commune est de type climat de montagne, selon une étude du Centre national de la recherche scientifique s'appuyant sur une série de données couvrant la période 1971-2000. En 2020, Météo-France publie une typologie des climats de la France métropolitaine dans laquelle la commune est exposée à un climat semi-continental et est dans la région climatique  Jura, caractérisée par une forte pluviométrie en toutes saisons (1 000 à 1 500 mm/an), des hivers rigoureux et un ensoleillement médiocre. 
Pour la période 1971-2000, la température annuelle moyenne est de 10,8 °C, avec une amplitude thermique annuelle de 17,3 °C. Le cumul annuel moyen de précipitations est de 1 151 mm, avec 12,8 jours de précipitations en janvier et 9,1 jours en juillet. Pour la période 1991-2020, la température moyenne annuelle observée sur la station météorologique de Météo-France la plus proche, « Colonne », sur la commune de Colonne à 9 km à vol d'oiseau, est de 11,7 °C et le cumul annuel moyen de précipitations est de 1 170,0 mm. 
La température maximale relevée sur cette station est de 40,3 °C, atteinte le 7 août 2003 ; la température minimale est de −18 °C, atteinte le 12 janvier 1987,,. 
Les paramètres climatiques de la commune ont été estimés pour le milieu du siècle (2041-2070) selon différents scénarios d'émission de gaz à effet de serre à partir des nouvelles projections climatiques de référence DRIAS-2020. Ils sont consultables sur un site dédié publié par Météo-France en novembre 2022.

## Urbanisme

### Typologie
Au 1er janvier 2024, La Ferté est catégorisée commune rurale à habitat dispersé, selon la nouvelle grille communale de densité à sept niveaux définie par l'Insee en 2022.
Elle est située hors unité urbaine. Par ailleurs la commune fait partie de l'aire d'attraction d'Arbois, dont elle est une commune de la couronne,. Cette aire, qui regroupe 16 communes, est catégorisée dans les aires de moins de 50 000 habitants,.

### Occupation des sols
L'occupation des sols de la commune, telle qu'elle ressort de la base de données européenne d’occupation biophysique des sols Corine Land Cover (CLC), est marquée par l'importance des territoires agricoles (55 % en 2018), en diminution par rapport à 1990 (58 %). La répartition détaillée en 2018 est la suivante : 
forêts (42 %), terres arables (34,3 %), zones agricoles hétérogènes (17,4 %), prairies (3,3 %), zones urbanisées (2,9 %). L'évolution de l’occupation des sols de la commune et de ses infrastructures peut être observée sur les différentes représentations cartographiques du territoire : la carte de Cassini (XVIIIe siècle), la carte d'état-major (1820-1866) et les cartes ou photos aériennes de l'IGN pour la période actuelle (1950 à aujourd'hui).

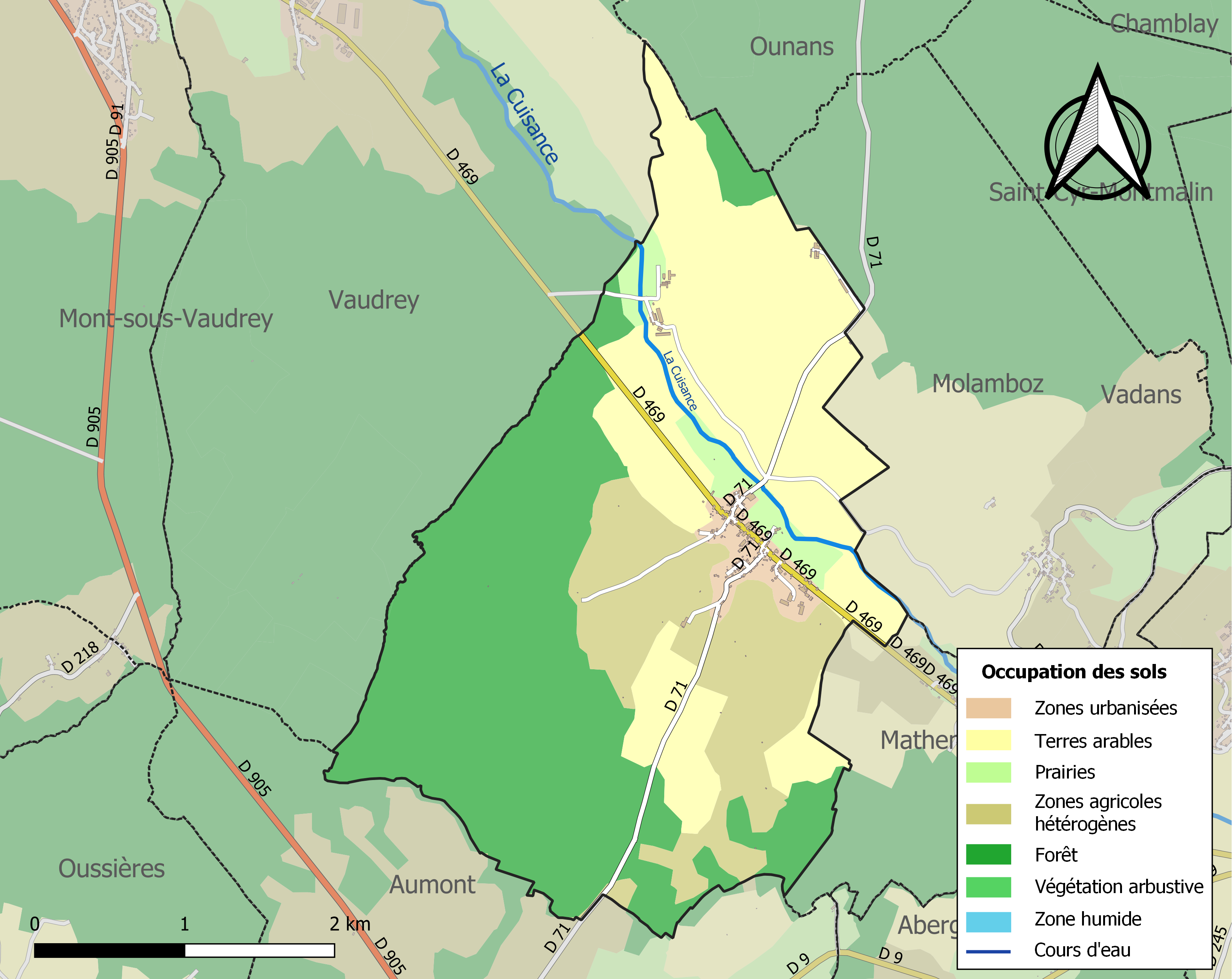
Carte des infrastructures et de l'occupation des sols de la commune en 2018 (CLC).

## Économie

### Fruitière à comté
La fruitière à comté de La Ferté est réputée dans tout le canton, voire au-delà[réf. nécessaire].
En 1934, plusieurs agriculteurs décident de former une coopérative fromagère dans une ancienne ferme du village. Afin d'augmenter leur production, les différents sociétaires agrandissent les bâtiments en 1953 (cave d'affinage, logement pour le fromager).
La fruitière reçoit plus de deux millions de litres de lait par an[réf. souhaitée].
En 2004, de nouveaux travaux sont entrepris. Une nouvelle cave d'affinage est construite (l'autre étant devenu trop petite), ainsi qu'un nouveau magasin. Ainsi la coopérative peut affiner une grande partie de ses fromages dans ses propres caves.
La fruitière produit plusieurs types de produits laitiers : comté, morbier, crème, raclette.

## Politique et administration
| Période   | Période   | Identité           | Étiquette | Qualité       |
| --------- | --------- | ------------------ | --------- | ------------- |
| mars 1983 | mars 2001 | Claude Pourcelot   |           |               |
| mars 2001 | mars 2008 | Jean-Michel Dubois |           |               |
| mars 2008 | mars 2014 | Michel Ogier       |           |               |
| mars 2014 | 2020      | Elvire Degousée    | DVD       | Fonctionnaire |
| 2020      | En cours  | Bruno Petitjean    |           |               |

## Démographie
L'évolution du nombre d'habitants est connue à travers les recensements de la population effectués dans la commune depuis 1793. Pour les communes de moins de 10 000 habitants, une enquête de recensement portant sur toute la population est réalisée tous les cinq ans, les populations de référence des années intermédiaires étant quant à elles estimées par interpolation ou extrapolation. Pour la commune, le premier recensement exhaustif entrant dans le cadre du nouveau dispositif a été réalisé en 2007.

En 2022, la commune comptait 187 habitants, en évolution de −3,11 % par rapport à 2016 (Jura : −0,81 %, France hors Mayotte : +2,11 %).
| 1793 | 1800 | 1806 | 1821 | 1831 | 1836 | 1841 | 1846 | 1851 |
| ---- | ---- | ---- | ---- | ---- | ---- | ---- | ---- | ---- |
| 550  | 627  | 640  | 540  | 629  | 632  | 613  | 554  | 564  |

| 1856 | 1861 | 1866 | 1872 | 1876 | 1881 | 1886 | 1891 | 1896 |
| ---- | ---- | ---- | ---- | ---- | ---- | ---- | ---- | ---- |
| 481  | 462  | 432  | 439  | 390  | 375  | 379  | 333  | 328  |

| 1901 | 1906 | 1911 | 1921 | 1926 | 1931 | 1936 | 1946 | 1954 |
| ---- | ---- | ---- | ---- | ---- | ---- | ---- | ---- | ---- |
| 311  | 302  | 329  | 265  | 258  | 210  | 216  | 195  | 187  |

| 1962 | 1968 | 1975 | 1982 | 1990 | 1999 | 2006 | 2007 | 2012 |
| ---- | ---- | ---- | ---- | ---- | ---- | ---- | ---- | ---- |
| 174  | 188  | 167  | 185  | 181  | 191  | 187  | 187  | 193  |

| 2017 | 2022 | - | - | - | - | - | - | - |
| ---- | ---- | - | - | - | - | - | - | - |
| 198  | 187  | - | - | - | - | - | - | - |

## Lieux et monuments
- Église Saint-Philibert
- Abbaye Notre-Dame de Rosières.
- Moulin du XVe siècle.
- Trois fontaines alimentées par une source du village.
- Lavoir.
- Vallée de la Cuisance.

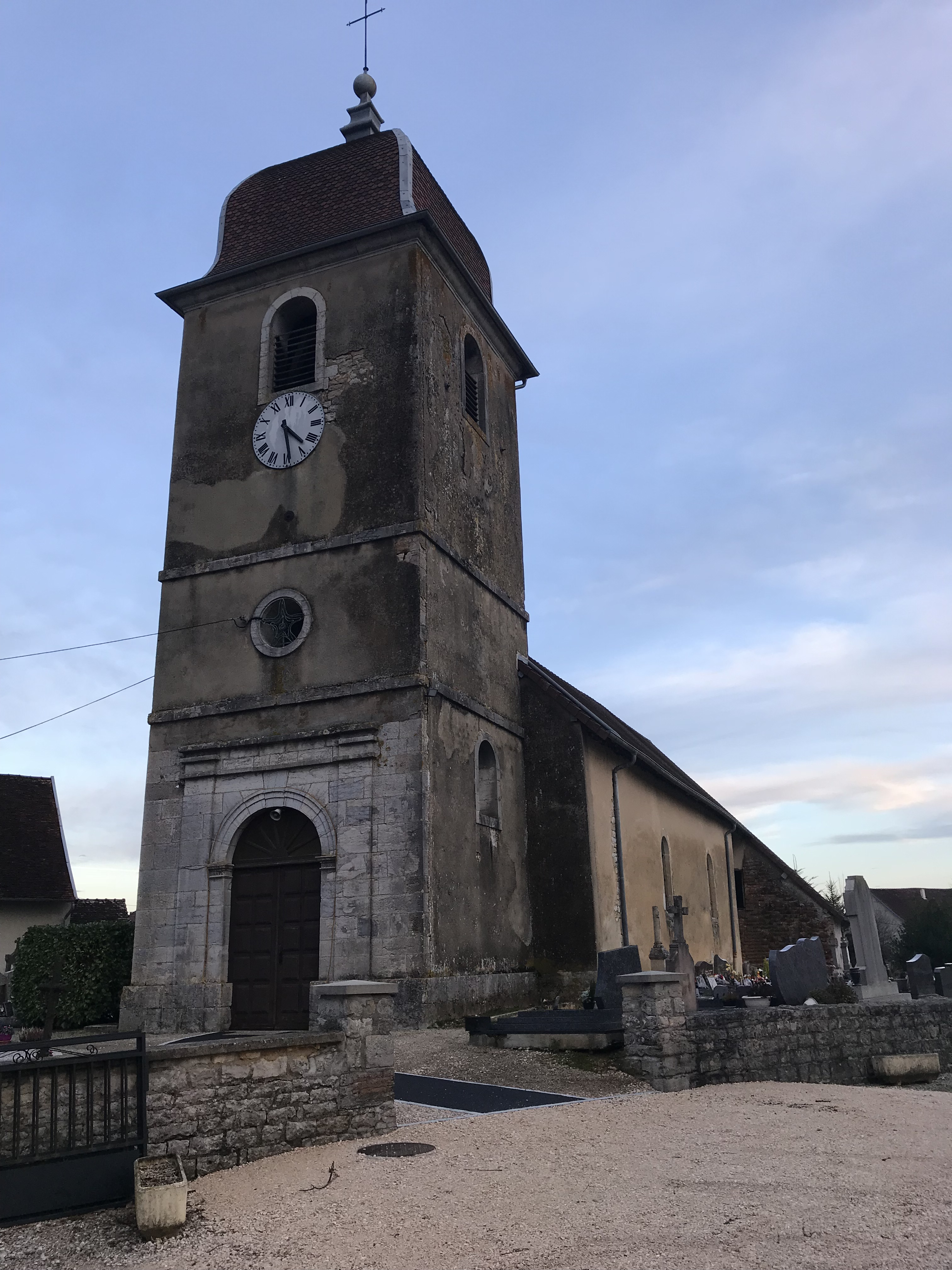
L'église.
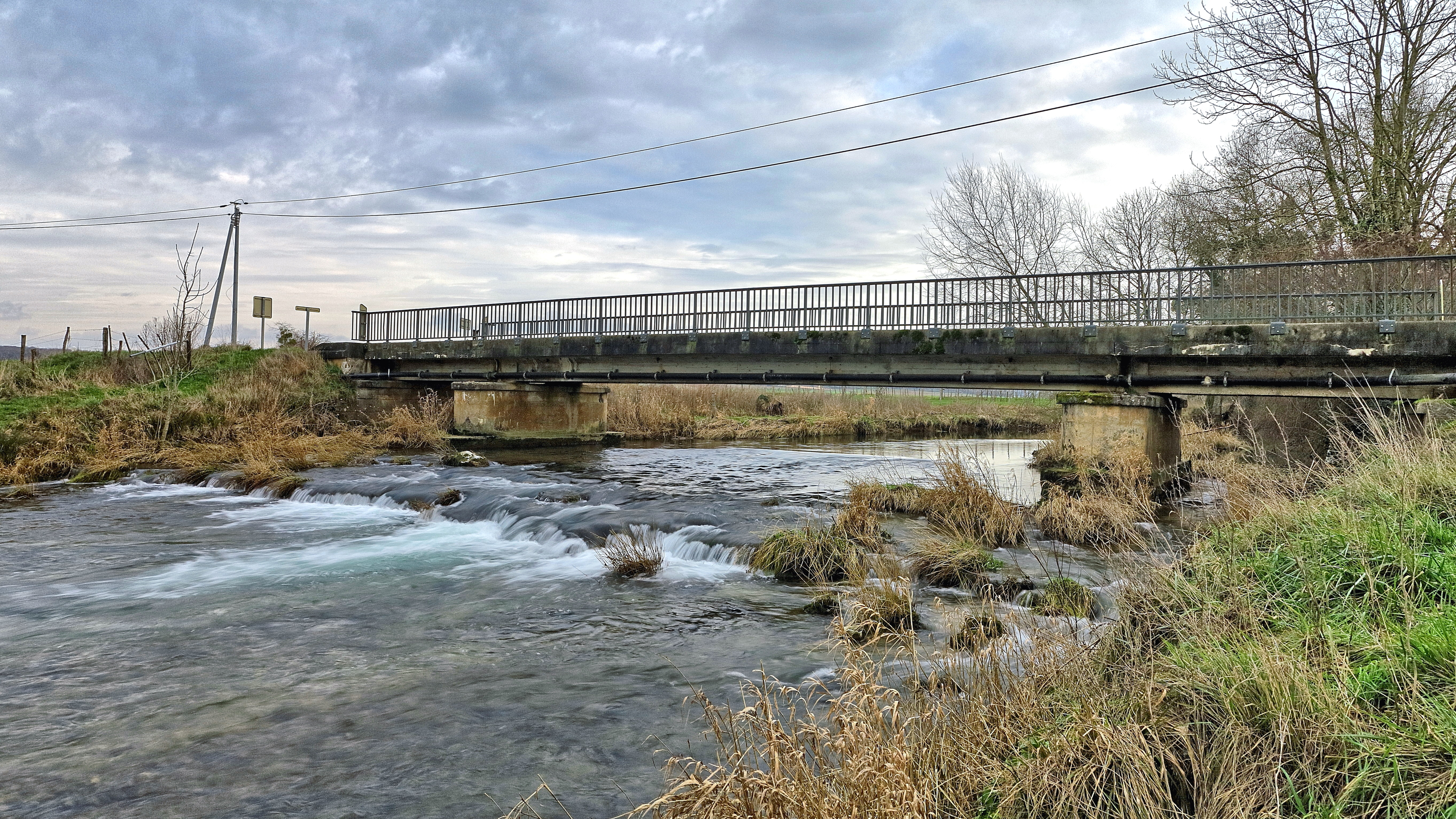
Le pont sur la Cuisance.

### Voies
| 11 odonymes recensés à La Ferté au 13 novembre 2013 | 11 odonymes recensés à La Ferté au 13 novembre 2013 | 11 odonymes recensés à La Ferté au 13 novembre 2013 | 11 odonymes recensés à La Ferté au 13 novembre 2013 | 11 odonymes recensés à La Ferté au 13 novembre 2013 | 11 odonymes recensés à La Ferté au 13 novembre 2013 | 11 odonymes recensés à La Ferté au 13 novembre 2013 | 11 odonymes recensés à La Ferté au 13 novembre 2013 | 11 odonymes recensés à La Ferté au 13 novembre 2013 | 11 odonymes recensés à La Ferté au 13 novembre 2013 | 11 odonymes recensés à La Ferté au 13 novembre 2013 | 11 odonymes recensés à La Ferté au 13 novembre 2013 | 11 odonymes recensés à La Ferté au 13 novembre 2013 | 11 odonymes recensés à La Ferté au 13 novembre 2013 | 11 odonymes recensés à La Ferté au 13 novembre 2013 | 11 odonymes recensés à La Ferté au 13 novembre 2013 |
| Allée                                               | Avenue                                              | Bld                                                 | Chemin                                              | Cours                                               | Impasse                                             | Côte                                                | Passage                                             | Place                                               | Quai                                                | Rd-point                                            | Route                                               | Rue                                                 | Ruelle                                              | Autres                                              | Total                                               |
| --------------------------------------------------- | --------------------------------------------------- | --------------------------------------------------- | --------------------------------------------------- | --------------------------------------------------- | --------------------------------------------------- | --------------------------------------------------- | --------------------------------------------------- | --------------------------------------------------- | --------------------------------------------------- | --------------------------------------------------- | --------------------------------------------------- | --------------------------------------------------- | --------------------------------------------------- | --------------------------------------------------- | --------------------------------------------------- |
| 0                                                   | 0                                                   | 0                                                   | 0                                                   | 0                                                   | 0                                                   | 0                                                   | 0                                                   | 0                                                   | 0                                                   | 0                                                   | 1                                                   | 8                                                   | 0                                                   | 2                                                   | 11                                                  |
| Notes « N »                                         | Notes « N »                                         | Notes « N »                                         | Néant                                               | Néant                                               | Néant                                               | Néant                                               | Néant                                               | Néant                                               | Néant                                               | Néant                                               | Néant                                               | Néant                                               | Néant                                               | Néant                                               | Néant                                               |
| Sources : rue-ville.info                            |                                                     |                                                     |                                                     |                                                     |                                                     |                                                     |                                                     |                                                     |                                                     |                                                     |                                                     |                                                     |                                                     |                                                     |                                                     |

## Palmarès
- 2 fleurs au concours des villes et villages fleuris de Franche-Comté et du Jura.

## Événements
Chaque année a lieu un concours de chevaux de trait comtois du 1er degré.